# ایسکودار
ایسکودار (به لاتین: Iskodar) یک منطقهٔ مسکونی در تاجیکستان است که در ولایت سغد واقع شده‌است.